# مطار فورسا
مطار فورسا (بالفنلندية: Forssan lentokenttä)‏ (إيكاو: EFFO) هو مطار في فورسا، فنلندا، على بعد حوالي 2 كيلومتر (1.2 ميل) جنوب شرق مركز مدينة فورسا.

## روابط خارجية
- VFR Suomi / فنلندا - مطار فورسا
- Lentopaikat.net - مطار فورسا باللغة الفنلندية